# Aleurocanthus
Aleurocanthus is een geslacht van halfvleugeligen (Hemiptera) uit de familie van de witte vliegen (Aleyrodidae) en de onderfamilie Aleyrodinae.
De wetenschappelijke naam van dit geslacht werd gepubliceerd in 1914 door Quaintance en Baker. De typesoort is Aleurodes spinifera.

## Soorten
Aleurocanthus omvat de volgende soorten:
- Aleurocanthus arecae David & Manjunatha, 2003
- Aleurocanthus ayyari Regu & David, 1993
- Aleurocanthus bambusae (Peal, 1903)
- Aleurocanthus bangalorensis Dubey & Sundararaj, 2004
- Aleurocanthus banksiae (Maskell, 1896)
- Aleurocanthus brevispinosus Dumbleton, 1961
- Aleurocanthus calophylli (Kotinsky, 1907)
- Aleurocanthus ceracroceus Martin, 1999
- Aleurocanthus cheni Young, 1942
- Aleurocanthus chiengmaiensis Takahashi, 1942
- Aleurocanthus cinnamomi Takahashi, 1931
- Aleurocanthus citriperdus Quaintance & Baker, 1916
- Aleurocanthus clitoriae Jesudasan & David, 1991
- Aleurocanthus cocois Corbett, 1927
- Aleurocanthus corbetti Takahashi, 1951
- Aleurocanthus davidi David & Subramaniam, 1976
- Aleurocanthus delottoi Cohic, 1969
- Aleurocanthus dissimilis Quaintance & Baker, 1917
- Aleurocanthus esakii Takahashi, 1936
- Aleurocanthus eugeniae Takahashi, 1933
- Aleurocanthus euphorbiae Jesudasan & David, 1991
- Aleurocanthus ficicola David, 1993
- Aleurocanthus firmianae Dubey & Sundararaj, 2004
- Aleurocanthus froggatti Martin, 1999
- Aleurocanthus gateri Corbett, 1927
- Aleurocanthus goaensis Dubey & Sundararaj, 2004
- Aleurocanthus gordoniae Takahashi, 1941
- Aleurocanthus gymnosporiae Jesudasan & David, 1991
- Aleurocanthus hibisci Corbett, 1935
- Aleurocanthus hirsutus (Maskell, 1896)
- Aleurocanthus husaini (Corbett, 1939)
- Aleurocanthus imperialis Cohic, 1968
- Aleurocanthus inceratus Silvestri, 1927
- Aleurocanthus indicus David & Regu, 1989
- Aleurocanthus ixorae Jesudasan & David, 1991
- Aleurocanthus leptadeniae Cohic, 1968
- Aleurocanthus lobulatus Jesudasan & David, 1991
- Aleurocanthus longispinus Quaintance & Baker, 1917
- Aleurocanthus loyolae David & Subramaniam, 1976
- Aleurocanthus luteus Martin, 1985
- Aleurocanthus mackenziei Cohic, 1969
- Aleurocanthus mangiferae Quaintance & Baker, 1917
- Aleurocanthus martini David, 1993
- Aleurocanthus marudamalaiensis David & Subramanium, 1976
- Aleurocanthus mayumbensis Cohic, 1966
- Aleurocanthus multispinosus Dumbleton, 1961
- Aleurocanthus musae David & Jesudasan, 2002
- Aleurocanthus mvoutiensis Cohic, 1966
- Aleurocanthus niger Corbett, 1926
- Aleurocanthus nigricans Corbett, 1926
- Aleurocanthus nudus Dumbleton, 1961
- Aleurocanthus palauensis Kuwana, in Kuwana & Muramatsu, 1931
- Aleurocanthus papuanus Martin, 1985
- Aleurocanthus pendleburyi Corbett, 1935
- Aleurocanthus piperis (Maskell, 1896)
- Aleurocanthus regis Mound, 1965
- Aleurocanthus rugosa Singh, 1931
- Aleurocanthus russellae Jesudasan & David, 1991
- Aleurocanthus satyanarayani Dubey & Sundararaj, 2004
- Aleurocanthus serratus Quaintance & Baker, 1917
- Aleurocanthus seshadrii David & Subramaniam, 1976
- Aleurocanthus shillongensis Jesudasan & David, 1991
- Aleurocanthus siamensis Takahashi, 1942
- Aleurocanthus singhi Jesudasan & David, 1991
- Aleurocanthus spiniferus (Quaintance, 1903)
- Aleurocanthus spinithorax Dumbleton, 1961
- Aleurocanthus spinosus (Kuwana, 1911)
- Aleurocanthus splendens David & Subramaniam, 1976
- Aleurocanthus strychnosicola Cohic, 1966
- Aleurocanthus terminaliae Dubey & Sundararaj, 2004
- Aleurocanthus trispina Mound, 1965
- Aleurocanthus t-signatus (Maskell, 1896)
- Aleurocanthus valenciae Martin & Carver in Martin, 1999
- Aleurocanthus valparaiensis David & Subramaniam, 1976
- Aleurocanthus vindhyachali Dubey & Sundararaj, 2004
- Aleurocanthus voeltzkowi (Newstead, 1908)
- Aleurocanthus woglumi Ashby, 1915
- Aleurocanthus zizyphi Priesner & Hosny, 1934